# The Dove
The Dove (Brasil: A Mulher Cobiçada ) é um filme mudo estadunidense de 1927, do gênero drama romântico, dirigido por Roland West, com roteiro baseado na peça teatral The Dove, de Willard Mack.
Conta a história de um triângulo amoroso entre um chefe político autoritário, Don José (Noah Berry), um jogador chamado Johnny Powell (Gilbert Roland) e uma dançarina chamada Dolores, conhecida como "the Dove" (Norma Talmadge). 
Na história original, a trama se passa no México, porém, devido a repercussões políticas nesse país, a trama no filme foi realocada para um país fictício no Mediterrâneo. The Dove, juntamente com Tempest, foi ganhador do óscar de melhor direção de arte em 1929.

## Sinopse
Don José se apaixona por Dolores, porém ela o rejeita, pois seu verdadeiro amor é Johnny Powell. Inconformado, visando se livrar de seu rival, Don José acusa Powell de assassinato, sendo ele preso e posteriormente condenado a morte. Em troca da liberdade de seu amado, Dolores aceita se casar com Don José.

## Elenco
- Norma Talmadge como Dolores
- Noah Beery como Don José María y Sandoval
- Gilbert Roland como Johnny Powell
- Eddie Borden como Billy
- Harry Myers como Mike
- Walter Daniels como o Bêbado
- Kalla Pasha como o Comandante
- Michael Vavitch como Gómez
- Brinsley Shaw como O Patriota
- Charles Darvas como o Capitão do Comandante
- Michael Dark como o Capitão de Sandoval